# 기초지방자치단체
기초지방자치단체(基礎地方自治團體)는 지방자치단체 중 광역지방자치단체의 산하 단체로서 광역지방자치단체보다 좁은 지역을 관할한다.

## 대한민국의 기초지방자치단체
- 대한민국의 시·군·구: 다만 인구 50만 이상 시에 설치된 구, 제주특별자치도의 행정시는 기초자치단체가 아니다.

## 중화인민공화국의 기초지방자치단체
- 중국의 지급행정구(지급시, 지구, 자치주, 맹), 현급행정구(시할구, 현급시, 현, 자치현, 기, 자치기, 특구, 임구)

## 일본의 기초지방자치단체
- 일본의 시정촌

## 북아메리카의 기초지방자치단체
- 미국의 군, 독립시, 시, 읍, 리

## 유럽의 기초지방자치단체
- 잉글랜드의 주, 잉글랜드의 단일 자치구, 잉글랜드의 구
- 프랑스의 데파르트망
- 독일의 현, 독일의 군
- 이탈리아의 도
- 스페인의 도

## 같이 보기
- 광역지방자치단체
- 기초지방자치단체장